# Josef Altin
Pour les articles homonymes, voir Altin.
Josef Altin est un acteur britannique né le 12 février 1983 à Londres.

## Filmographie

### Cinéma
- 2000 : Esther Kahn : Samuel enfant
- 2001 : My Other Wheelchair Is a Porsche : Ron
- 2002 : Dirty Pretty Things : l'homme au magasin de sport
- 2005 : Gypo : Michael
- 2005 : Stoned : Bill Wyman
- 2007 : What Goes Around : Cola
- 2007 : Les Promesses de l'ombre : Ekrem
- 2007 : Boy A : Bully
- 2007 : Ruby Blue : Frankie
- 2009 : Tender : Ross
- 2009 : Victoria : Les Jeunes Années d'une reine : Edward Oxford
- 2010 : The Pizza Miracle : le paysan
- 2010 : Baby : Emit
- 2011 : Albatross : Dave
- 2012 : Comes a Bright Day : Clegg
- 2012 : Now is Good : Jake
- 2012 : Les Misérables
- 2012 : The One With the Condom : le cameraman
- 2012 : Ebony Chaste : le cameraman
- 2013 : Crazy Joe : le livreur de pizzas
- 2013 : Breathe : Tyler
- 2013 : Vendetta : Rob
- 2014 : Up and Down (A Long Way Down) : Matty
- 2015 : Enfant 44
- 2018 : Tomb Raider : Bruce

### Télévision
- 2004 : Blackpool : l'utilisateur de la machine (1 épisode)
- 2004-2009 : The Bill : Jay Henderson, Peter Balmaine et Joshua Purdy (7 épisodes)
- 2005 : Murphy's Law : Phillip (1 épisode)
- 2005 : Peep Show : Mugger (1 épisode)
- 2006 : Robin des Bois : Benedict Giddens (1 épisode)
- 2006-2009 : Casualty : Keanan et Steven Hooper (3 épisodes)
- 2008 : Little Miss Jocelyne (2 épisodes)
- 2008 : Poppy Shakespeare : Zubin
- 2008 : New Tricks : Steve Pearson (1 épisode)
- 2008 : No Heroics : Robber (1 épisode)
- 2009 : Being Human : Billy (2 épisodes)
- 2009 : Beautiful People : Ricky
- 2010 : Londres, police judiciaire : Ray Cole (1 épisode)
- 2011 : Misfits : Gary (2 épisodes)
- 2011-2012 : Him & Her : Darren (3 épisodes)
- 2011-2014 : Game of Thrones : Pypar (13 épisodes)
- 2013 : Affaires non classées : Colin Connor (1 épisode)
- 2013 : Holby City : Alex Jules (1 épisode)
- 2016 : Peaky Blinders : Stefan Radischevky (2 épisodes)
- 2018 : The Alienist : Silver Smile / Willem Van Burgen (3 épisodes)
- 2019 : Chernobyl : Soldat (1 épisode)